# Rule, Britannia!
"Rule, Britannia!" é uma canção patriótica britânica, originada do poema "Rule, Britannia" de James Thomson e musicalizada por Thomas Arne de 1740. É fortemente associada à Marinha Britânica, mas também é usada pelo Exército Britânico.

## Polêmicas
Com a acensão dos movimentos anti-racistas nos Estados unidos, em resposta pela morte de George Floyd, e no Reino Unido, a canção patriótica vem sendo alvo de severas controvérsias. O ápice da contestação se dá em razão do anúncio realizado pelo famoso jornal britânico BBC News, que anunciou a interrupção de Rule Britannia no repertório musical em um dos maiores  festivais de música clássica - The Proms. Segundo contrários ao comunicado feito pelo jornal inglês, o cancelamento se deu em razões às reivindicações que veem ocorrendo mundo afora, já que, para muitos, a canção destoa versos racistas, imperialistas e colonialistas. O BBC comunicou que tal medida se fez necessária, em razão das medidas de isolamento social, já que a canção provoca aglomerações e formações de corais em praças e vias públicas na Inglaterra.  Antes disso, as posturas do jornal frente Rule Britannia no festival vinham sido criticadas, pois, em 2019, segundo fãs, a apresentação da bandeira LGBT pela cantora Americana Jamie Barton é uma das demonstrações de um descompasso com o sentimento patriótico esculpido pela canção. 
No dia 2 de Setembro de 2020, o BBC voltou atrás e comunicou que Rule Britannia permanece e será executada como de praxe no encerramento do festival. 